# Tour della nazionale maschile di rugby a 15 della Nuova Zelanda 1928
Nel 1928 gli All Blacks visitano per alcuni mesi il Sudafrica e la Rhodesia per uno dei più celebri dei loro "tour".

## Bilancio (tra parentesi i test ufficiali)
Il Bilancio per i test con il Sudafrica sarà di pareggio con due vittorie a testa
- Giocate: 21 (4)
- Vinte 16 (2)
- Pareggiate 1 (0)
- Perse 4 (2)
- Punti fatti: 339 (26)
- Punti subiti: 144 (39)

## Risultati
Sistema di punteggio: meta = 3 punti, Trasformazione=2 punti. Punizione e calcio da mark= 3 punti. drop = 4 punti. 
| Città del Capo 30 maggio 1928 | Wes. Province Country | 3 – 11 | Nuova Zelanda XV | (Newlands) |

| Città del Capo 2 giugno 1928 | Cape Town Clubs | 7 – 3 | Nuova Zelanda XV | (Newlands) |

| Kimberley (Sudafrica) 6 giugno 1928 | Griqualand West | 10 – 19 | Nuova Zelanda XV | (de Beer's Stadium) |

| Johannesburg 9 giugno 1928 | Transvaal | 6 – 0 | Nuova Zelanda XV | (Ellis Park) |

| Kroonstad 13 giugno 1928 | Orange Free State | 0 – 20 | Nuova Zelanda XV | (Kroonstad Ground) |

| Transvaal 16 giugno 1928 | Transvaal | 0 – 5 | Nuova Zelanda XV | (Ellis Park) |

| Potchefstroom 20 giugno 1928 | Western Transvaal | 8 – 19 | Nuova Zelanda XV | (Kruger Park) |

| Pietermaritzburg 23 giugno 1928 | Natal | 3 – 31 | Nuova Zelanda XV | (Pietermaritzburg Ground) |

| Arbitro: | V Neser |

|                                              |           |  |
| mete: Slater c.p.: B Osler 2 Drop: B Osler 2 | Marcatori |  |

| Kimberley (Sudafrica) 7 luglio 1928 | Northern Provinces | 18 – 18 | Nuova Zelanda XV | (de Beer's Stadium) |

| Bulawayo 14 luglio 1928 | Rhodesia | 8 – 44 | Nuova Zelanda XV | (Athletic Club) |

| Arbitro: | V Neser |

|                                  |           |                           |
| mete: Osler gaol da mark Mostert | Marcatori | c.p.: Lindsay Drop:Strang |

| Pretoria 25 luglio 1928 | Pretoria Clubs | 6 – 13 | Nuova Zelanda XV | (Eastern Sports Ground) |

| Bloemfontein 28 luglio 1928 | Orange Free State | 11 – 15 | Nuova Zelanda XV | (Ramblers') |

| Burghersdorp 1º agosto 1928 | North-Eastern Districts | 0 – 27 | Nuova Zelanda XV |  |

| East London 4 agosto 1928 | Border | 3 – 22 | Nuova Zelanda XV | (recreation Ground) |

| King William's Town 8 agosto 1928 | Border | 3 – 35 | Nuova Zelanda XV | (Victoria Ground) |

| Port Elizabeth 11 agosto 1928 | Eastern Province | 3 – 16 | Nuova Zelanda XV |  |

| Arbitro: | V Neser |

|                                           |           |                         |
| mete: Daneel, de Jongh, Nel trasf.: Osler | Marcatori | mete: Grenside, Stewart |

| Oudtshoorn 22 agosto 1928 | South-Western Districts | 6 – 12 | Nuova Zelanda XV |  |

| Città del Capo 25 agosto 1928 | Western Province | 10 – 3 | Nuova Zelanda XV | Newlands |

| Arbitro: | V Neser |

|                                        |           |                                             |
| mete: van der Westhuizen trasf.: Osler | Marcatori | mete: Swain c.p.: Nicholls 2 Drop: Nicholls |

| Greymouth 12 settembre 1928 | West Coast-Buller | 3 – 40 | Nuova Zelanda XV |  |

| Melbourne 29 settembre 1928 | Victoria | 9 – 58 | Nuova Zelanda XV | Exhibition Oval |